# Scleranthus annuus
Scleranthus annuus is een plant uit de anjerfamilie (Caryophyllaceae).

## Ondersoorten
- eenjarige hardbloem (Scleranthus annuus subsp. annuus)
- kleine hardbloem (Scleranthus annuus subsp. polycarpos)